# Faccions de la Guerra Civil somalí
Abans i durant la Guerra Civil somalí (després de 1988) van sorgir nombrosos moviments i grups armats. Els principals foren:

## Faccions anteriors a la caiguda de Barre (desembre del 1990)
- Moviment Nacional Somali (MNS), issaq, fundat el 1981, va proclamar la república de Somalilàndia el 18 de maig de 1991. Líder (entre d'altres) Abdi Rahman Tuur, primer president de Somalilàndia.

- Moviment Patriòtic Somali (MPS), ogadeni, fundat el 1989, líders: coronel Ahmed Omar Jess i general Adan Abdillahi Nur àlies Gabyow. Inicialment es va dir Grup de l'Exèrcit Nacional sota la direcció de Jess i va agafar el nom quan es va fusionar amb un altre grup anomenat Front d'Acció Somali.
  - Moviment Patriòtic Somali-Jess, ogadeni, fundat el 1991
  - Moviment Patriòtic Somali-Gabyow, ogadeni-harti, fundat el 1991, va tenir com a cap militar al general Morgan

- Congrés de la Somàlia Unificada (CSU), hawiye, fundat l'1 de febrer de 1989, líders Ali Mahdi Mohamed i Muhammad Fara Hassan, àlies Aydid
  - Congrés de la Somàlia Unificada-Mahdi, hawiye (abgaal i murasade), fundat 1991.
  - Congrés de la Somàlia Unificada-Aydid, hawiye (habar gedir), fundat 1991.

- Front Demòcratic de Salvació de Somàlia (FDSS), majeerteen, fundat 1981 per la fusió de dos grups. Líder després del 1989 Abdullahi Yusuf Ahmed,
  - Front de Salvació de Somàlia, darod, fundat el 1981
  - Partit dels Treballadors de Somàlia, fundat el 1981

- Moviment Demòcratic Somali (MDS), rahanweyn, fundat 1989
  - Moviment Demòcratic Somali-Nur Alio (MDS), rahanweyn, fundat 1991, aliat a Aydid
  - Moviment Demòcratic Somali-Mayo (MDS), rahanweyn, fundat 1991, aliat a Mahdi

- Al-Itihaad al-Islamiya (AIAI), fundat vers 1988 o 1989, religiós, líder Hassan Abdullah Hersi al-Turki

## Faccions fundades del 1991 en endavant
- Aliança Nacional Somali (ANS), habar gedir, fundat el 1992, líder Muhammad Fara Hassan, àlies Aydid, i després de 1996 el seu fill Hussein Mohamed Farah Aydid

- Front Nacional Somali, marehan, fundat el març de 1991, líders els generals Siad Barre i Mohammed Said Samatar, àlies 'Gacaliye', i després Muhammad Siyad Hersi, àlies Morgan,

- Aliança Democràtica Somali (ADS), fundada el 1991, gadabursi, líders Mohamed Farah Abdullahi, Abdirahman Aw Ali i Jamac Rabile. Inicialment favorable a Barre, després es va orientar cap a posicions favorables a la independència de Somalilàndia

- Consell de Reconciliació i Restauració de Somàlia, fundat el 2001, habar gedir, líder Hussein Mohamed Farah Aydid

- Front Unit Somali (FUS), issaq, fundat 1991, líder Abdurahman Dualeh Al. Co fundador de Somalilàndia

- Organització Muke de Somalis Africans (OMSA) o Organització Somali Asal Muki (OSAM), fundada el 1993, bantu, líder Mohamed Ramadan Arbow

- Unió Nacional Democràtica Somali, lelkaseh i aurtoble, fundat el 1991, líder Ali Ismael Abdi[1]

- Exèrcit de Resistència Rahanweyn (ERR), fundat el setembre de 1995, rahanweyn

- SECF, Front Central i Oriental Somalo, després ECAS, Autoritat de Somàlia Central i Oriental, després IRANES Autoritat Inter-Regional del Nord-est Somali, després GNES, Govern del Nord-est de Somàlia (embrió del Puntland junt amb la Republica de Majeerteen)

## Faccions existents en el període 2000-2004
- Aliança de la Vall del Juba (JVA), fundat el 2001, darod-ogadeni, precedida per les Forces Aliades Somalis

- Govern Nacional de Transició (GNT), fundat el 2000

- Govern Federal de Transició, fundat el 2004

- BIREM, Moviment de Resistencia Bimaal

- G3 Efímera aliança (2001) de l'Aliança de la Vall del Juba, Front Nacional Somali (de Bihi) i Front Nacional Somali-Consell de Reconciliació i Restauració de Somàlia (de Mohamoud Said Aden)

- G8, efímera aliança dirigida per Jama Ali Jama (vegeu Jama Ali Jama)

- G13 aliança de 13 grups dirigida per Jama Ali Jama (vegeu Jama Ali Jama)

- HPA, Aliança Política de Hiiraan

- Consell Patriòtic Nacional després Consell de Salvació Nacional de Jama Ali Jama

- Organització Muke de Somalis Africans

- Front Democràtic per l'Alliberament de Somàlia

- Faccions del Congrés de la Somàlia Unificada:
  - Treball i Pau
  - Moviment de Pau
  - Pau i Seguretat
  - Moviment de Lluita
  - Woqoyi Mogadisho (Mogadiscio del Nord)

## Faccions islamistes després de 2005
- Unió de Corts Islàmiques de Somàlia

- Aliança per la Restauració de la Pau i Contra el Terrorisme (ARPCT)

- Al-Shabaab, o Moviment de Resistència Popular a la Terra de les Dues Migracions

- Moviment de la Joventut Mujahideen

- Aliança pel Nou Alliberament de Somàlia